# Жива небіжчиця (фільм)
«Жива небіжчиця» (англ. As Good as Dead) — телевізійний фільм 1995 року         написаний, спродюсований і знятий Ларрі Коеном. У ролях Крістал Бернард, Джадж Рейнгольд і Трейсі Лордс. Фільм вийшов на VHS у 1998 році.

## Синопсис
Сьюзен та Ніклоль міняються особистостями, щоб Ніколь змогла оплатити свої медичні рахунки за рахунок страховки Сьюзен. Коли Ніколь помирає за сумнівних обставин, Сьюзан опиняється в пастці своєї нової ідентичності.

## У ролях
| Актор           | Роль                       |
| --------------- | -------------------------- |
| Крістал Бернард | Сьюзан Ворфілд             |
| Трейсі Лордс    | Ніколь Грейс               |
| Джадж Рейнгольд | Рон Холден / Аарон Ворфілд |
| Карлос Карраско | Едді Гарсія                |

## Віковий рейтинг
Британська рада з класифікації фільмів надала фільму рейтинг PG без будь-яких скорочень.

## Зовнішні посилання
- As Good as Dead на сайті IMDb (англ.)
- As Good as Dead на сайті AllMovie (англ.)
- As Good as Dead на сайті Rotten Tomatoes (англ.)